# قرار مجلس الأمن التابع للأمم المتحدة رقم 1566
قرار مجلس الأمن التابع للأمم المتحدة 1566 الذي اتخذ بالإجماع في 8 أكتوبر 2004 بعد إعادة تأكيد القرارات قرار مجلس الأمن التابع للأمم المتحدة رقم 1267 (1999) و1373 (2001) و1540 (2004)، هو قرار أدان الإرهاب باعتباره تهديدًا خطيرًا للسلام وعزز تشريع مكافحة الإرهاب.

## القرار
أدان المجلس الإرهاب بوصفه أحد أخطر التهديدات التي يتعرض لها السلام والأمن، ودعا البلدان إلى محاكمة أو تسليم أي شخص يدعم الأعمال الإرهابية أو المشاركة في التخطيط لمثل هذه المخططات. بناءً على الفصل السابع من ميثاق الأمم المتحدة، أنشأت مجموعة عمل للنظر في التوصيات المتعلقة بالتدابير الواجب فرضها على «الأفراد أو الجماعات أو الكيانات الضالعة في أنشطة إرهابية أو المرتبطة بها» والتي لم يتم تحديدها بالفعل من قبل لجنة العقوبات الخاصة بتنظيم القاعدة وحركة طالبان. كان هناك قلق من العدد المتزايد لضحايا الهجمات الإرهابية، بمن فيهم الأطفال.
وشملت بعض التقديرات التي يتعين دراستها «إجراءات أكثر فعالية وملائمة لتقديمها إلى العدالة من خلال الملاحقة أو التسليم»، وتجميد الأصول المالية، والقيود المفروضة على السفر وحظر الأسلحة.
دعا النص الدول إلى منع ومعاقبة «الأعمال الإجرامية، بما في ذلك ما هو ضد المدنيين أو تلك المرتكبة بنية التسبب في الوفاة أو إصابة جسدية خطيرة، أو أخذ الرهائن بغرض إثارة حالة من الرعب في عامة الناس أو مجموعة من الأشخاص أو أشخاص معينين، أو تخويف السكان أو إجبار حكومة أو منظمة دولية على القيام أو الامتناع عن القيام بأي عمل». مثل هذه الأعمال «لا يمكن تبريرها تحت أي ظرف من الظروف باعتبارات ذات طبيعة سياسية أو فلسفية أو أيديولوجية أو عنصرية أو إثنية أو دينية أو غيرها من الطبيعة المشابهة»، وفقًا للمجلس.
كما طلب القرار من الفريق العامل أن ينظر في إمكانية إنشاء صندوق تعويض دولي لضحايا الأعمال الإرهابية وعائلاتهم، يمكن تمويله من خلال التبرعات المتولدة جزئياً من الأصول التي تم الاستيلاء عليها من المنظمات الإرهابية وأعضائها والجهات الراعية لها. علاوة على ذلك، طُلب من الأمين العام كوفي عنان تشغيل المديرية التنفيذية للجنة مكافحة الإرهاب في أقرب وقت ممكن.

## التبني
أكد السفير أندريه دنيسوف ممثل روسيا - الذي رعى القرار إلى جانب جمهورية الصين الشعبية وفرنسا وألمانيا ورومانيا وإسبانيا والمملكة المتحدة والولايات المتحدة - على الحاجة إلى تحسين السندات القانونية والتشغيلية لمحاربة الإرهاب والمنظمات الإرهابية التي هي خبيرة في تغيير تكتيكاتها اعتمادًا على الوضع. وقال «نحن مقتنعون بأن القرار يعزز الدور التنسيقي الأساسي للأمم المتحدة في الحملة الدولية ضد التهديد الإرهابي».
وقال إمير جونز باري سفير المملكة المتحدة الذي تولى الرئاسة الدورية للمجلس في أكتوبر 2004، إن الهيئة المؤلفة من 15 عضواً «أعادت تأكيد وجهة النظر بأن الإرهاب بجميع أشكاله ومظاهره يشكل أحد أخطر التهديدات للسلام والأمن الدوليين وأن أي أعمال إرهابية هي أعمال إجرامية غير مبررة بغض النظر عن دوافعها، كلما ارتكبت وأيا كان مرتكبوها». كما قال أن النص أكد من جديد الدور المركزي للأمم المتحدة في مكافحة الإرهاب وكذلك تصميم المجلس على «الوقوف معًا في مواجهة ويلات الإرهاب».
وقال السفير الأمريكي جون دانفورث إن القضايا الراديكالية لا تبرر الإرهاب بأي حال من الأحوال. «إن القرار الذي اعتمدناه ينص ببساطة شديدة على أن المذبحة المتعمدة للأبرياء لا يمكن تبريرها أبدًا بأي حال من الأحوال - أبدًا». وأضاف أن «البعض يزعم أن القنابل المتفجرة في وسط الأطفال هي في خدمة الله»، لكن مثل هذا الفعل «هو التجديف الأكبر».
جاء القرار بعد أيام من الهجمات الإرهابية في باكستان ومصر وقطع رأس الرهينة البريطاني كينيث بيجلي في العراق، والتي كانت جميعها من أعمال القاعدة، وكان ذلك تتويجا للجهود الدبلوماسية لمكافحة الإرهاب التي قامت بها روسيا في أعقاب مذبحة مدرسة بسلان.

## وصلات خارجية
- نص القرار على undocs.org
- Security Council Working Group Established Pursuant to Resolution 1566 (2004) website على موقع واي باك مشين (نسخة محفوظة May 10, 2015)